# クンドシャフト・ステル
クンドシャフトステル（ドイツ語: Kundschaftsstelle、略称KS）は、オーストリア＝ハンガリー帝国の参謀本部情報局に所属する諜報・防諜機関。20世紀初頭、ウルバンスキ男爵により創設されたと考えられている。

## 概要
当時、クンドシャフトステルは、内務省特別課と共に欧州最強の諜報機関と考えられた。特に第一次世界大戦時にクンドシャフトステルを率いたマックス・ロンゲ(ドイツ語版)の活動が知られている。
マックス・ロンゲは、前任者のアルフレッド・レドル(ドイツ語版)が逮捕直前に自殺した後、1913年に長官に就任した。レドルは、ホモの性癖をネタにロシアの諜報員マルチェンコに徴募されていた。
大戦中、クンドシャフトステルは、ロシア、フランス、セルビア、ルーマニア、イタリア後方で破壊工作を行った。ルーマニアでは石油備蓄基地が破壊され、セルビアに対しては国王暗殺を伴う宮廷革命と親墺政権の樹立が画策された。イタリアに対する破壊工作には、マイアーを長とする中立国スイスに本部を置いた特別本部が従事し、1915年に軍艦「ベネデト・ブリニ」を爆破し、1916年には戦艦「レオナルド・ダ・ヴィンチ」に対する破壊工作を組織した。
ロシアに対しては、1914年からポーランドの独立運動家ユゼフ・ピウスツキが率いる銃兵同盟を支援し、破壊工作のためポーランド人をロシア国内に送り込んだ。駐露支局長アルトシュラーは、ロシアの軍事相ウラジーミル・スホムリノフの信頼を勝ち取り、彼から価値ある情報を入手した。その外、ロシアでは、エージェントのロステル、ゴゲンロエ伯爵、フォン・アマンド男爵等の手により破壊工作が組織された。
駐近東支局長ムシル博士（チェコ人）は、イギリスに対する工作に従事し、T・E・ロレンス（アラビアのロレンス）に倣って現地アラブ人を徴募した。
終戦後、オーストリア＝ハンガリー帝国は崩壊し、オーストリア共和国が建国されたが、クンドシャフトステルの機構は残され、1938年に至るまでロンゲが長官を務めた。

## 参考資料
- Империя ГРУ. Военная разведка в России до 1917 г.　『GRU帝国』中の記述